# Uroleucon achilleae
Uroleucon achilleae är en insektsart som först beskrevs av Koch 1855.  Uroleucon achilleae ingår i släktet Uroleucon och familjen långrörsbladlöss. Arten är reproducerande i Sverige. Inga underarter finns listade i Catalogue of Life.